# Volker Bertelmann
Volker Bertelmann (* 1966 in Kreuztal) ist ein deutscher Komponist und Pianist, der auch unter seinem Künstlernamen Hauschka veröffentlicht. Bekannt wurde er durch seine mit Hilfe präparierter Klaviere eingespielten Musikstücke. Seine Musik zu Edward Bergers Kriegsfilm Im Westen nichts Neues (2022) brachte ihm den Oscar für die beste Filmmusik ein. 2025 wurde er erneut nominiert, für Konklave.

## Leben und Werdegang

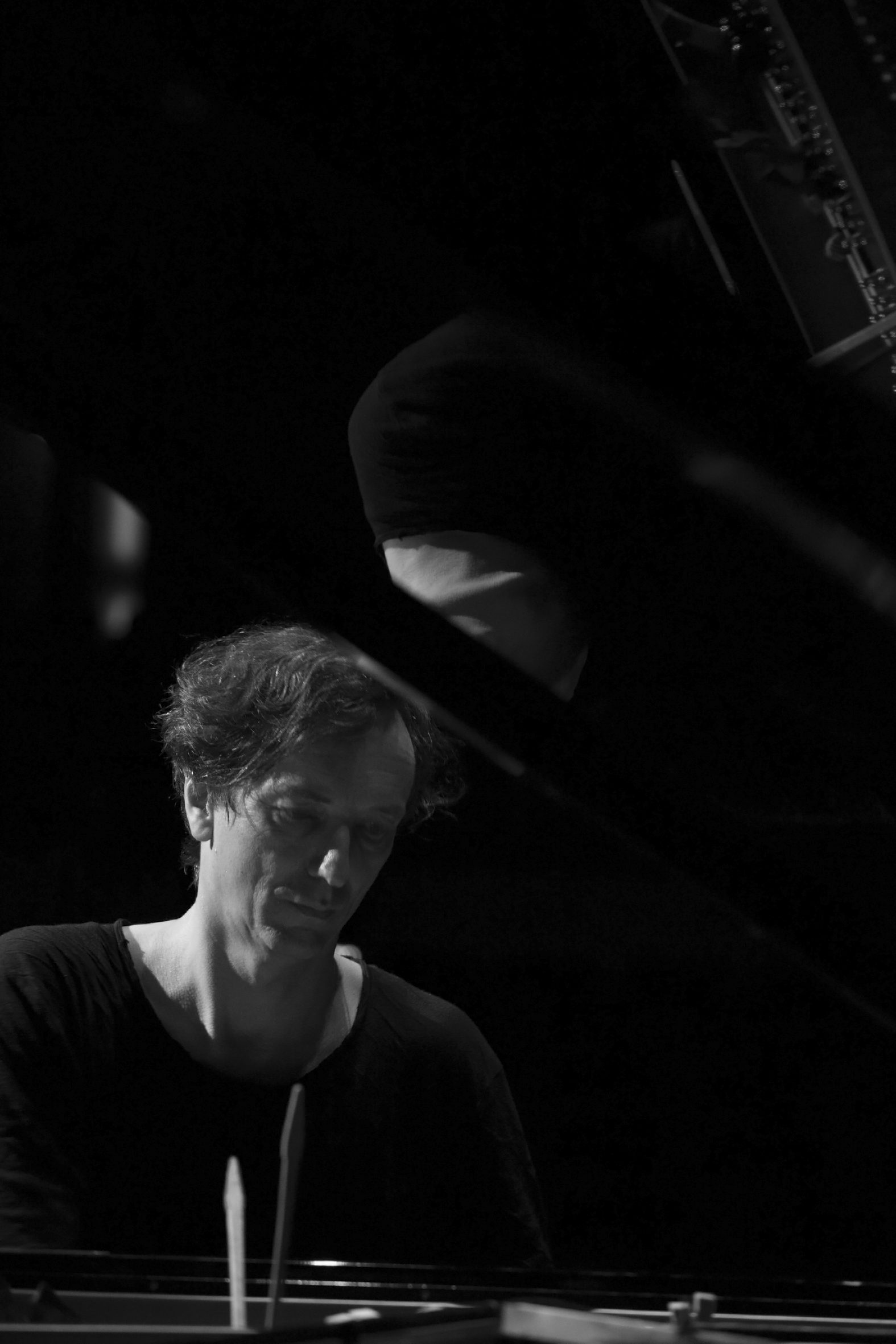
Volker Bertelmann alias Hauschka (2016)

Bertelmann wuchs als zweitjüngstes von sechs Kindern in Ferndorf im Siegerland auf. Mit acht Jahren entdeckte er zu Weihnachten in der Kirche das Klavierspiel für sich. Er begann eine klassische Klavierausbildung, die er für zehn Jahre fortsetzte.
Im Alter von 14 Jahren gründete er seine erste Rockband. Später folgten Auftragsarbeiten für Fernsehmusik und Tätigkeiten als Sänger diverser Bands. Nach dem Abitur zog Bertelmann nach Köln, wo er ein Studium der Medizin und später der BWL begann, die er beide abbrach, um sich wieder der Musik zu widmen. Mit seinem Cousin Oliver Lodge-Philips gründete er 1992 die Hip-Hop-Band God’s Favorite Dog, die vor allem durch ihr Stück Love and Pain bekannt wurde. Es folgten ein Album und nationale wie internationale Auftritte, unter anderem als Vorgruppe der Fantastischen Vier. Da weitere Erfolge ausblieben, verlor die Band allerdings ihren Plattenvertrag und löste sich auf.
Nach einer Phase der Orientierungslosigkeit zog Bertelmann nach Düsseldorf. Dort begann er wieder mit dem Musikmachen, wobei er auf seine mehrjährige Ausbildung als klassischer Pianist zurückgriff. Er komponierte Klavierstücke, die er unter dem Pseudonym „Hauschka“ veröffentlichte, das er in Anlehnung an den böhmischen Komponisten Vinzenz Hauschka auswählte.
Parallel veröffentlichte Bertelmann mit Stefan Schneider von To Rococo Rot und Luke Sutherland von Long Fin Killie unter dem Projektnamen Music A.M. drei Alben. Mit Torsten Mauss produzierte er elektronische Musik unter dem Alias Tonetraeger.
Das erste Hauschka-Album Substantial erschien 2004 beim Kölner Label Karaoke Kalk. Das ebenfalls bei Karaoke Kalk veröffentlichte zweite Album The Prepared Piano folgte 2005. Auf diesem setzte sich Bertelmann intensiv mit den Möglichkeiten präparierter Klaviere auseinander, einer 1940 erstmals von John Cage praktizierten Technik zur Verfremdung des Klavierklangs. So klemmte er Leder-, Filz- oder Gummistücke zwischen die Saiten, umwickelte die Hämmer mit Alufolie, beschwerte die Saiten mit Gegenständen und verband diese mit Gitarrensaiten oder Klebeband. 2007 folgte das Remix-Album Versions of The Prepared Piano, auf dem die Stücke des Albums von Künstlern wie Èglantine Gouzy, Barbara Morgenstern, Nobukazu Takemura, Wechsel Garland, Frank Bretschneider, Mira Calix und Tarwater neu interpretiert wurden.
Im gleichen Jahr unterschrieb Bertelmann einen Vertrag mit dem FatCat-Sublabel 130701. Auf dem 2008 erschienenen Album Ferndorf arbeitete Bertelmann mit Cellisten, Posaunisten und Violinisten zusammen. Nach einem Konzert mit dem Magik*Magik Orchestra entschloss sich Bertelmann, seine Stücke durch weitere Instrumente anzureichern. Die so entstandenen Werke wurden im Januar 2010 von einem Orchester unter Leitung von Minna Choi in San Francisco aufgezeichnet. Ian Pellicci war der Soundengineer bei diesen Aufnahmen, die im Studio TinyTelephone von John Vanderslice aufgenommen wurden. Die Klavierstücke nahm Bertelmann dann im Düsseldorfer Studio Zwei auf. Das Album Foreign Landscapes wurde 2010 auf 130701 veröffentlicht.
Für das 2011 erschienene Album Salon des Amateurs (benannt nach der Düsseldorfer Musiklounge Salon des Amateurs, wo Bertelmann zusammen mit Aron Mehzion das Approximation Festival gründete) arbeitete Bertelmann mit Musikern wie Samuli Kosminen (Múm, Edea), Hilary Hahn sowie Joey Burns und John Convertino von Calexico zusammen. Die Aufnahmen sollten ursprünglich gemeinsam mit dem Vorgänger Foreign Landscapes erscheinen. Einerseits sollte dabei das Klavier nur noch als ein Instrument unter vielen genutzt werden, andererseits sollte es hauptsächlich als Rhythmusinstrument fungieren. Da die aufgenommenen Stücke aber nicht in der gewünschten Art zusammenpassten, entschied sich Bertelmann dazu, beide Platten getrennt voneinander zu veröffentlichen. Dabei stellt Foreign Landscapes den Schritt weg vom präparierten Klavier als Soloinstrument und Salon des Amateurs die Entwicklung hin zu einer Rhythmus-betonteren Herangehensweise dar.
Im Jahr 2012 produzierte Bertelmann die Filmmusik zu Doris Dörries Film Glück und für den israelischen Dokumentarfilm Schnee von gestern von Yael Reuveny. Im Mai 2012 erschien das Album Silfra (benannt nach der Silfra-Spalte) mit der US-amerikanischen Violinistin Hilary Hahn auf dem Label Deutsche Grammophon. Dieses Album besteht aus zwölf Improvisationen, die in den Greenhouse Studios in Island von Valgeir Sigurdsson aufgenommen wurden. Für die TV-Doku-Reihe Durch die Nacht mit... übernahm der Musiker für die Sendung Tori Amos & Hauschka, die am 9. Februar 2013 erstausgestrahlt wurde, die zweite Hauptrolle.
2017 erhielt er für seine Zusammenarbeit mit Dustin O’Halloran an der Filmmusik zum Spielfilm Lion – Der lange Weg nach Hause (2016) Nominierungen für den Oscar und Golden Globe Award. Ebenfalls 2017 wurde er in die Nordrhein-Westfälische Akademie der Wissenschaften gewählt.
Ende Juni 2018 wurde Bertelmann ein Mitglied der Academy of Motion Picture Arts and Sciences.
2020 komponierte er die Musik für die Showtime-Miniserie Your Honor, 2021 für die Podcast-Serie Day X der New York Times. 
Bertelmann schuf 2022 die Filmmusik zu Edward Bergers Kriegsfilm Im Westen nichts Neues (2022), der in der Kategorie Bester Internationaler Film von Deutschland für die Oscars 2023 eingereicht wurde. Der Film wurde im Rahmen der 95. Oscarverleihung mit vier Preisen ausgezeichnet, darunter dem Oscar für die beste Filmmusik. Bertelmanns Musik zu Im Westen nichts Neues wurde auch bei den BAFTA-Awards im Februar 2023 ausgezeichnet, wo der Film außerdem in sechs weiteren Kategorien eine Auszeichnung erhielt sowie im Mai desselben Jahres mit dem Deutschen Filmpreis. Im Westen nichts Neues und das Filmdrama War Sailor des Regisseurs Gunnar Vikene, für den Volker Bertelmann ebenfalls die Filmmusik geschrieben hatte, wurden als offizielle Filmbeiträge beim Toronto International Film Festival 2022 gezeigt. Darüber hinaus wurde er im März 2023 mit dem Deutschen Musikautorenpreis in der Kategorie Komposition Audiovisuelle Medien ausgezeichnet.
Erneut mit Berger arbeitete Bertelmann an dem Thriller Konklave (2024) zusammen, der ihm 2025 je eine weitere Nominierung bei den Golden Globes und bei den Oscars einbrachte.
Volker Bertelmann lebt mit seiner Frau und seinem Sohn in Düsseldorf. Aus einer früheren Beziehung ist er Vater mittlerweile erwachsener Zwillingstöchter.

## Diskografie (Auswahl)

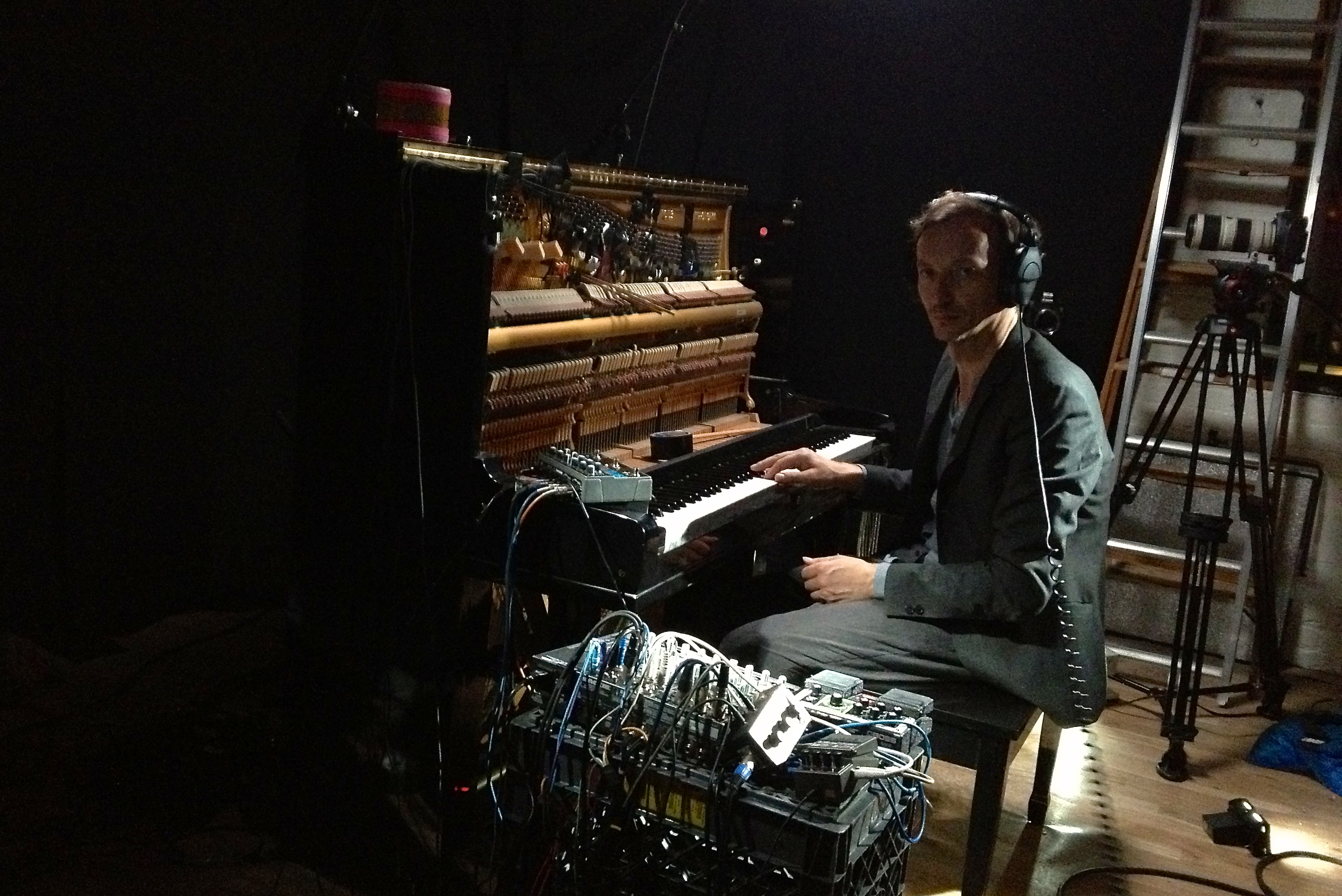
Volker Bertelmann mit präpariertem Piano, 2012

### Studioalben
- 2004: Hauschka – Substantial (Karaoke Kalk)
- 2005: Hauschka – The Prepared Piano (Karaoke Kalk)
- 2007: Hauschka – Versions of The Prepared Piano (Karaoke Kalk; Remix-Album)
- 2007: Hauschka – Room To Expand (130701)
- 2008: Hauschka – Ferndorf (130701)
- 2010: Hauschka – Foreign Landscapes (130701)
- 2011: Hauschka – Salon Des Amateurs (130701)
- 2011: Hauschka & Hildur Guðnadóttir – Pan Tone (Sonic Pieces)
- 2011: Angela Fette & Christian Jendreiko & Hauschka & Rosilene Luduvico & Tolouse Low Trax – Schwerte Box Set (Apparent Extent)
- 2011: Hauschka & Rosilene Luduvico – Unbestimmt (Apparent Extent)
- 2012: Hilary Hahn and Hauschka – Silfra (Deutsche Grammophon)
- 2013: Hauschka – Salon des Amateurs Remixes (130701)
- 2014: Hauschka – Abandoned City (City Slang)
- 2015: Hauschka – A NDO C Y (Temporary Residence)
- 2017: Hauschka – What If (City Slang)
- 2019: Hauschka – A Different Forest (Sony Classical)
- 2023: Hauschka – Philanthropy (City Slang / Rough Trade)

### Singles & EPs
- 2006: Hauschka – What A Day (Earsugar)
- 2009: Hauschka – Snowflakes & Car Wrecks (FatCat Records)
- 2009: Hauschka – Small Pieces (Secret Furry Hole)
- 2011: Hauschka – Youyoume (Serein)
- 2012: Hauschka – Salon des Amateurs Remix EP1 (FatCat Records)
- 2012: Hauschka – Salon des Amateurs Remix EP2 (FatCat Records)

## Filmografie (Auswahl)
- 2012: Glück (als Hauschka)
- 2013: Schnee von gestern (Dokumentarfilm, als Hauschka)
- 2014: Futuro Beach (als Hauschka)
- 2015: The Boy (als Hauschka)
- 2016: Deutschland. Dein Selbstporträt (als Hauschka)
- 2016: Lion – Der lange Weg nach Hause (Lion, Hauschka und Dustin O’Halloran)
- 2016: Stürmische Ernte – In Dubious Battle (als Hauschka)
- 2016: Exodus Where I Come from Is Disappearing (Dokumentarfilm, als Hauschka)
- 2017: 1000 Arten Regen zu beschreiben (als Hauschka)
- 2018: Was uns nicht umbringt
- 2018: Die Farbe des Horizonts (Adrift)
- 2018: Hotel Mumbai
- 2019: Gut gegen Nordwind
- 2019: Enzo und die wundersame Welt der Menschen (The Art of Racing in the Rain)
- 2019: Der Name der Rose (Miniserie)
- 2019: Als Hitler das rosa Kaninchen stahl
- 2020: The Old Guard
- 2020: Summerland
- 2020: Downhill
- 2020: Ammonite
- 2020: Home
- 2020: Your Honor
- 2021: Sörensen hat Angst (Fernsehfilm)
- 2021: Stowaway – Blinder Passagier (Stowaway)
- 2021: Monte Verità – Der Rausch der Freiheit
- 2021: Westwall (Fernsehserie)
- 2021: Wild Republic (Fernsehserie)
- 2022: Against the Ice
- 2022: Life After Life (Miniserie)
- 2022: War Sailor (Krigsseileren)
- 2022: Im Westen nichts Neues
- 2023: The Dive
- 2023: One Life
- 2023: Sörensen fängt Feuer
- 2023: A Great Place to Call Home (Jules)
- 2024: The Crow
- 2024: Konklave (Conclave)
- 2024: Die Ironie des Lebens
- 2024: Dune: Prophecy (Miniserie)
- seit 2024: The Day of the Jackal (Fernsehserie)
- 2025: Delicious
- 2025: The Amateur
- 2025: The Dead of Winter

## Auszeichnungen
- 2014: Havana Film Festival – Auszeichnung in der Kategorie Beste Filmmusik für Futuro Beach
- 2015: Prêmio Guarani – Auszeichnung in der Kategorie Beste Filmmusik für Futuro Beach
- 2017: AACTA Award in der Kategorie Beste Filmmusik für den Lion Original Motion Picture Soundtrack (mit Dustin O’Halloran)
- 2022: Deutscher Filmmusikpreis als Ehrenpreisträger National[16]
- 2023: British Academy Film Award in der Kategorie Beste Filmmusik für Im Westen nichts Neues
- 2023: Oscar in der Kategorie Beste Filmmusik für Im Westen nichts Neues
- 2023: Deutscher Filmpreis in der Kategorie Beste Filmmusik für Im Westen nichts Neues
- 2023: Zurich Film Festival – Career Achievement Award
- 2023: Großer Kulturpreis der Sparkassen-Kulturstiftung Rheinland.[17]